# 可部郵便局
可部郵便局（かべゆうびんきょく）は、広島県広島市安佐北区にある郵便局。民営化前の分類では集配普通郵便局であった。

## 概要
住所：〒731-0299 広島県広島市安佐北区可部4-1-4

### 出張所
民営化前は以下の場所に出張所としてATMを設置していた。現在も同じ場所にATMがあるが（可部ビッグ店内出張所を除く）、管理はゆうちょ銀行広島支店となっている。
- 可部ビッグ店内出張所
- 文教女子大学内出張所

## 沿革
- 1872年（明治5年）旧1月 - 可部郵便取扱所として開設[1]。
- 1875年（明治8年）1月1日 - 可部郵便局（五等）となる。
- 1879年（明治12年）3月1日 - 為替取扱を開始。
- 1881年（明治14年）7月 - 貯金取扱を開始。
- 1893年（明治26年）2月16日 - 可部郵便電信局となる。
- 1903年（明治36年）4月1日 - 通信官署官制の施行に伴い可部郵便局となる。
- 1957年（昭和32年）8月31日 -局舎新築移転（可部町415-1）[2]
- 1957年（昭和32年）9月6日 - 電気通信業務を可部電報電話局に移管[3]。
- 1965年（昭和40年）11月20日 - 特定郵便局から普通郵便局に局種改定。
- 1969年（昭和44年）7月21日 - 和文電報受付事務および電話通話事務を開始、局舎新築移転（可部町大字中野字小長）[4]
- 1998年（平成10年）9月1日 - 外国通貨の両替および旅行小切手の売買に関する業務取扱を開始。
- 2007年（平成19年）10月1日 - 民営化に伴い、併設された郵便事業可部支店に一部業務を移管。
- 2012年（平成24年）10月1日 - 日本郵便株式会社発足に伴い、郵便事業可部支店を可部郵便局に統合。

## 取扱内容
- 郵便、印紙、ゆうパック、内容証明
- 貯金、為替、振替、振込、国際送金、外貨両替・トラベラーズチェック、国債、投資信託
- 生命保険、バイク自賠責保険、自動車保険
- ゆうちょ銀行ATM
- 広島市安佐北区内の一部地域（旧可部町域：〒731-02xx）の集配業務
- ゆうゆう窓口

## 周辺
- 広島市安佐北区役所
- 広島市立可部小学校
- 広島県立可部高等学校
- サンリブ可部
- 国道183号
- 国道191号

## アクセス
- JR可部線 可部駅から徒歩約13分
- 広電バス、広島交通バス 可部上市停留所下車
- 山陽自動車道 広島ICから北へ約8km、広島自動車道 広島北ICから南東へ約7km
- 国道183号沿い
- 駐車場あり：11台